# Alder + Eisenhut

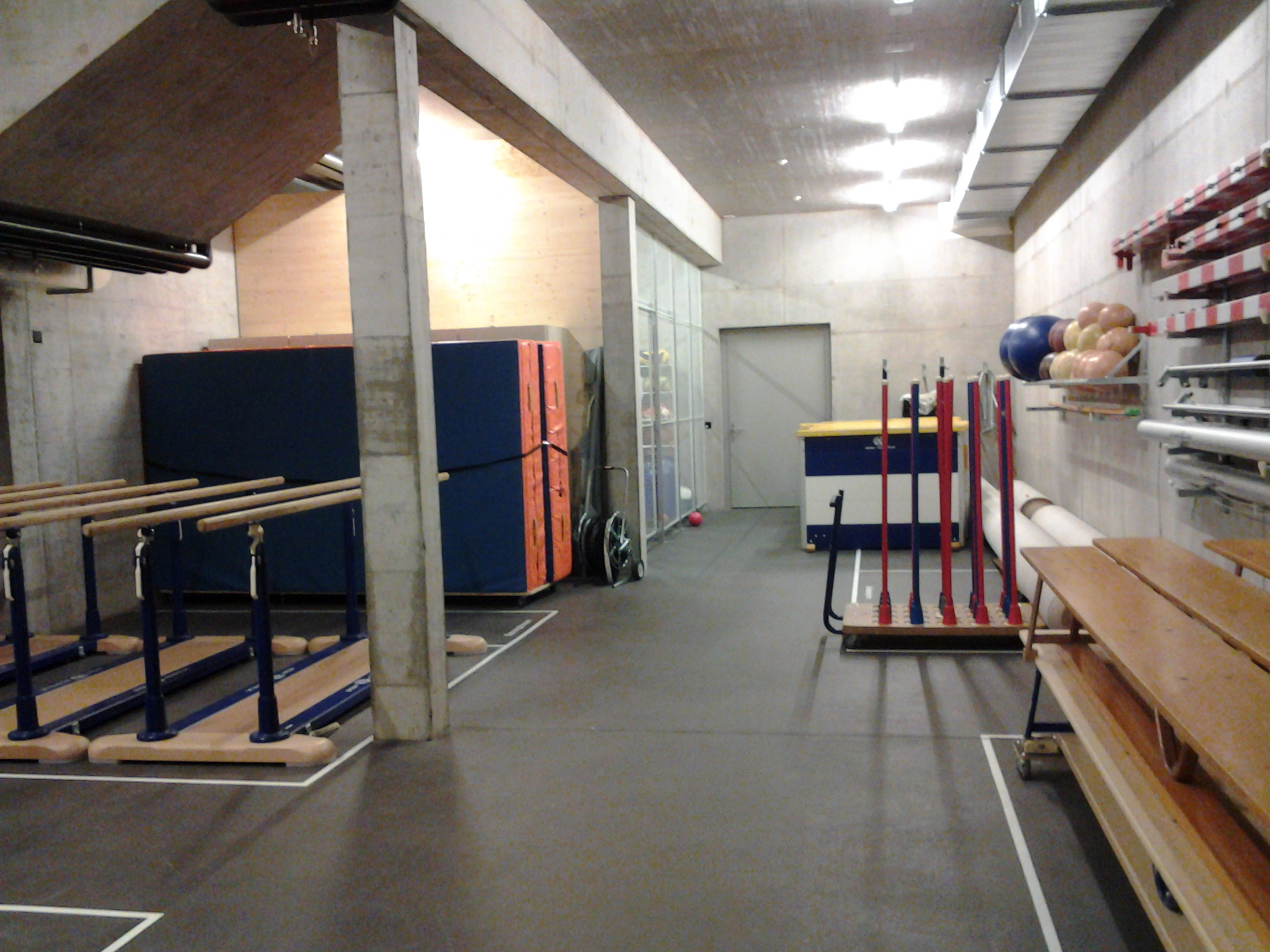
Gerätehalle einer Turnhalle in St. Gallen – sämtliche Geräte stammen von Alder + Eisenhut

Firmenkopf der Alder + Eisenhut, um 1909

Alder + Eisenhut AG ist ein Schweizer Unternehmen, das Sportgeräte herstellt. Die Marke ist in der Schweiz sehr bekannt, da ein Grossteil der Turnhallen mit Geräten von Alder + Eisenhut ausgestattet sind. Das Unternehmen existiert seit 1891 und beschäftigt heute etwa 140 Mitarbeiter in Ebnat-Kappel im sanktgallischen Toggenburg.

## Geschichte
Die Gründung der heutigen Firma Alder + Eisenhut geht auf das Jahr 1891 zurück. Damals kaufte der Turner und Schmied Robert Alder-Fierz die Gerätefirma von Emil Trachsler in Hallau. Er begann mit der Produktion eigener Sportgeräte im zürcherischen Küsnacht. 1909 fusionierte die Firma mit dem damaligen Konkurrenten Gebr. Eisenhut zur R. Alder-Fierz & Gebr. Eisenhut, erste schweizerische Turngerätefabrik. Die Produktion wurde vier Jahre später ins Toggenburg verlegt, wo sie noch heute ansässig ist. 
Zur Energieerzeugung besass die Firma ein eigenes Wasserkraftwerk. Zuerst wurde die Energie mechanisch, dann elektrisch in die Produktionshallen übertragen. Erst 1970 wurde das Flusskraftwerk stillgelegt. 
Die beiden Weltkriege setzten der Firma zu, da die Rohmaterialien Holz, Stahl und auch Fahrzeuge vom Bund requiriert wurden und grosse Teile der Belegschaft Militärdienst leisten mussten. Nach dem Krieg erholte sich das Unternehmen schnell und konnte 1956 die Olympischen Spiele in Melbourne mit Turngeräten beliefern. 1938 verunglückte einer der Gebrüder Eisenhut tödlich, 1952 trat sein Bruder in den Ruhestand. Trotzdem änderte man den Namen der bekannten Marke nicht. 
1966 übernahm Robert H. Alder die Firma in dritter Generation und führte sie in den 1970er und 1980er Jahren. Sein Nachfolger Robin T. Alder leitet die Firma seit 1996. 

## Produkte
Alder + Eisenhut produziert und verkauft Spielgeräte vom einzelnen Ball bis zur kompletten Turnhalleneinrichtung mit Barren, Ringen, Recks und Pferden. Die Firma übernimmt auch die nötigen Planungsdienstleistungen. 